# Walter Werbeck
Walter Werbeck (* 1952 in Bochum) ist ein deutscher Musikwissenschaftler.

## Leben
Walter Werbeck studierte Schulmusik für Gymnasien (Erstes Staatsexamen), Kirchenmusik (A-Prüfung) und Klavier (Staatliche Prüfung für Musiklehrer) an der Hochschule für Musik Detmold, außerdem Geschichte an der Universität Bielefeld sowie Musikwissenschaft bei Arno Forchert am Musikwissenschaftlichen Seminar Detmold/Paderborn. Seine Dissertation 1987 befasst sich mit der deutschen Tonartenlehre in der ersten Hälfte des 16. Jahrhunderts. 1982–1992 war er wissenschaftlicher Mitarbeiter am Musikwissenschaftlichen Seminar Detmold/Paderborn, danach lehrte er u. a. in Basel, Marburg, Bonn und Kiel. Nach der Habilitation mit einer Studie über die Tondichtungen von Richard Strauss 1995 war er 1999–2017 Professor für Musikwissenschaft mit einem Schwerpunkt in der Kirchenmusik am Institut für Kirchenmusik und Musikwissenschaft der Universität Greifswald, bei gleichzeitiger Lehrverpflichtung an der Hochschule für Musik und Theater Rostock.
Zu Werbecks Forschungsschwerpunkten gehören die ältere Musiktheorie sowie die Musikgeschichte des 17. bis frühen 20. Jahrhunderts, insbesondere Leben und Werk von Heinrich Schütz und Richard Strauss. Er ist Editionsleiter der Neuen Schütz-Ausgabe, Mitglied im Editionsbeirat der Ausgabe der "Musikalischen Werke Georg Philipp Telemanns" sowie Mitglied im Projektbeirat der "Kritischen Ausgabe der Werke von Richard Strauss". 2002–2018 gehörte er zu den Herausgebern der "Greifswalder Beiträge zur Musikwissenschaft", 1991–1996 war er Schriftleiter des Schütz-Jahrbuchs, 1997–2014 und nochmals 2020–2022 dessen Herausgeber. Von 1997 bis 2003 gehörte er dem Vorstand der Internationalen Heinrich-Schütz-Gesellschaft an, von 2003 bis 2018 war er deren Präsident. 2008–2016 war er Mitglied im Fachkollegium 103 „Kunstgeschichte, Musikwissenschaft, Theater-, Film- und Medienwissenschaften“ der Deutschen Forschungsgemeinschaft.
Das von ihm herausgegebene "Richard-Strauss-Handbuch" wurde 2014 von der Zeitschrift Opernwelt zum Buch des Jahres gewählt. 2022 erschien das von ihm herausgegebene Handbuch zu Heinrich Schütz.

## Schriften (Auswahl)

### Monographien
- Studien zur deutschen Tonartenlehre in der ersten Hälfte des 16. Jahrhunderts, Kassel u. a. 1989 (= Detmold-Paderborner Beiträge zur Musikwissenschaft 1), ISBN 978-3-7618-0963-1. URN: urn:nbn:de:101:1-2013120910173.
- Die Tondichtungen von Richard Strauss, Tutzing 1996 (= Dokumente und Studien zu Richard Strauss 2), ISBN 978-3-7952-0870-7.
- Richard Strauss. Facetten eines neuen Bildes, München 2014 (= Carl Friedrich von Siemens Stiftung. Themen, Bd. 98), ISBN 978-3-938593-22-6.

### Herausgeberschaften
- (Hrsg. zusammen mit Ekkehard Ochs, Peter Tenhaef und Lutz Winkler): Greifswalder Beiträge zur Musikwissenschaft, Band 10–23 (2002–2018).
- (Hrsg. im Auftrage der Internationalen Heinrich-Schütz-Gesellschaft): Schütz-Jahrbuch, Band 19–36, 42–44 (1997–2022).
- (Hrsg.): Richard-Strauss-Handbuch, Metzler/Bärenreiter, Stuttgart/Kassel 2014, ISBN 978-3-476-02344-5.
- (Hrsg.): Schütz-Handbuch. Metzler/Bärenreiter, Stuttgart/Kassel 2022, ISBN 978-3-7618-2069-8; eingeschränkte Vorschau in der Google-Buchsuche.
- (Hrsg.): Heinrich Schütz, Neue Ausgabe sämtlicher Werke, Kassel etc. (Neue Schütz-Ausgabe).

### Editionen
- Johann Hermann Schein: Opella nova. Ander Teil Geistlicher Konzerten 1626, Kassel 1986 (= Neue Ausgabe sämtlicher Werke, Band 5).
- Richard Strauss: München. (Ein Gelegenheitswalzer) für Orchester, Frankfurt/M. u. a. 1998.
- Richard Strauss: Musik zu „Lebende Bilder“ für Orchester, Frankfurt/M. u. a. 1998.
- Richard Strauss: Konzert d-Moll für Violine und Orchester op. 8, Wien-London 1999 (Philharmonia Partituren PH 549).
- (Hrsg. zusammen mit Marion Beyer und Jürgen May) Richard Strauss, Späte Aufzeichnungen, Mainz u. a. 2016 (= Veröffentlichungen der Richard-Strauss-Gesellschaft, Bd. 21).

### Aufsätze
- Zum Tonartenverständnis der deutschen Musiktheorie in der ersten Hälfte des 17. Jahrhunderts, in: Schütz-Jahrbuch 12 (1990), S. 131–149, Digitalisat.
- "Macbeth" von Richard Strauss. Fassungen und Entstehungsgeschichte, in: Archiv für Musikwissenschaft 50 (1993), S. 232–253, eingeschränkter Online-Zugang.
- Heinrich Schütz und der Streit zwischen Marco Scacchi und Paul Siefert, in: Schütz-Jahrbuch 17 (1995), S. 63–79, Digitalisat.
- Die Rolle der Instrumente im Werk Johann Hermann Scheins, in: Schütz-Jahrbuch 19 (1997), S. 55–69, Digitalisat.
- Richard Strauss und Paul Wittgenstein. Zu den Klavierkonzerten für die linke Hand "Parergon zur Symphonia domestica" op. 73 und "Panathenäenzug" op. 74, in: Österreichische Musikzeitschrift 54 (1999), H. 7/8, S. 16–25.
- Zum Concerto-Satz bei Heinrich Schütz, in: Schütz-Jahrbuch 24 (2002), S. 67–78, Digitalisat.
- Bach und der Kontrapunkt. Neue Manuskriptfunde, in: Bach-Jahrbuch 89 (2003), S. 67–95, Digitalisat.
- Grenzgänge – Der Kopfsatz der Erstfassung des Klaviertrios H-Dur op. 8 von Johannes Brahms, in: "Hebt man den Blick, so sieht man keine Grenzen". Grenzüberschreitung als Paradigma in Kunst und Wissenschaft. Festschrift für Hartmut Möller zum 60. Geburtstag, hrsg. von Oliver Krämer und Martin Schröder, Essen 2013, S. 177–192
- Musik und Konfession bei Heinrich Schütz, in: Schütz-Jahrbuch 37 (2015), S. 7–16, Digitalisat.
- Musikalische Seekarten, in: "Music is different" – isn't it? Bedeutungen und Bedingungen musikalischer Autonomie. Festschrift für Siegfried Oechsle zum 65. Geburtstag, hrsg. von Kathrin Kirsch und Alexander Lotzow, Kassel etc. 2021, S. 393–409